# Dārbārūd
Dārbārūd (persiska: داربارود, دربارود) är en ort i Iran.   Den ligger i provinsen Västazarbaijan, i den nordvästra delen av landet, 600 km väster om huvudstaden Teheran. Dārbārūd ligger 1 285 meter över havet och antalet invånare är 476.
Terrängen runt Dārbārūd är platt åt nordost, men åt sydväst är den kuperad.Runt Dārbārūd är det ganska tätbefolkat, med 185 invånare per kvadratkilometer. Närmaste större samhälle är Kashtībān, 16,9 km norr om Dārbārūd. Trakten runt Dārbārūd består till största delen av jordbruksmark.